# KazInvestBank
КазІнвестБанк або KazInvestBank (KIB), раніше KazInterBank, — казахський комерційний банк. 27 грудня 2016 року влада Казахстану відкликала ліцензію КазІнвестБанку, посилаючись на неодноразові невдачі в обробці платежів.

## Історія

### 1993—2003: Інвестиційний банк
Засновано Казахський Міжнародний банк (KazInterBank або KIB) у 1993 р. із 50%-ю часткою уряду Республіки Казахстан та 50%-ю часткою Chase Manhattan Bank, NY. У 1995 р. акції Chase Manhattan Bank придбані урядом Казахстану через зміни в банківському законодавстві. Банк стає приватним після процесу приватизації.
З 1995 р. до 2003 р. банк надавав переважно інвестиційно-банківські послуги, залучаючи інвестиції до Казахстану та сприяючи приватизації державних пакетів акцій казахстанських компаній. У 1998 році KIB виступив радником, щоб допомогти завершити злиття двох великих геофізичних компаній, International Energy Services Inc. (США) та Азімут (Казахстан) із сукупною вартістю активів 40 млн дол. США.

### 2004: комерційний банк
У 2003 році KIB придбали нові акціонери. Була встановлена нова стратегія розвитку універсального комерційного банку, що надає повний спектр послуг корпоративним клієнтам в Казахстані.
У березні 2004 року банк приєднався до Казахської системи індивідуального гарантування вкладів (страхування). Потім у квітні 2004 року KazInvestBank отримав банківську ліцензію на основні банківські послуги та відкрив свій перший діючий офіс в Алмати. У червні 2004 року KIB спільно з Credit Suisse First Boston International організував для експорту JSC Food Contract Corporation 105 мільйонів доларів США.
У грудні 2004 року Аднана Еллі Агу було призначено головним виконавчим директором. У липні 2005 року Олег Кононенко приєднався до KazInvestBank як член Ради директорів.
У вересні 2005 року KazInvestBank отримав ліцензію на повний спектр банківських послуг, включаючи випуск карток та видачу / підтвердження акредитивів.
У червні 2006 року KIB завершує операційну систему консолідації у філіях, що дозволило банку надавати однакові послуги клієнтам у всіх філіях та дочірніх компаніях. У лютому 2006 року KIB виступив організатором та агентом із підписки на перший випуск міжнародних цінних паперів на місцевому ринку.
У лютому 2006 року Європейський банк реконструкції та розвитку (ЄБРР) затвердив лінію на 10 мільйонів доларів США за програмою сприяння торгівлі для сприяння розвитку продуктів торгового фінансування та зміцнення позицій KIB на міжнародному ринку. Потім у червні 2007 року ЄБРР та City Venture Capital International (CVCI) спільно придбали 40 % акцій Банку KazInvestBank. Наступного місяця ЄБРР збільшив торговий механізм KIB до 30 мільйонів доларів та до 60 мільйонів доларів у серпні.
У вересні 2007 року KIB вирішив розпочати створення роздрібної команди. У червні 2008 року була введена іпотека / забезпечена позика для клієнтів. У квітні 2008 року була запроваджена програма персональних позик разом із функцією рефінансування. У березні 2008 року було запущено пріоритетний банкінг для VIP-клієнтів та продукт оплати праці дебетових карток.
У березні 2011 року Аднан Еллі Ага подав у відставку з посади генерального директора, а Олександр Цой був призначений виконуючим обов'язки генерального директора.

### 2016: відкликання ліцензії
27 грудня 2016 року центральний банк Казахстану анулював ліцензію банку, посилаючись на неодноразові невдалі обробки платежів та грошових переказів. У заяві центрального банку зазначено, що він призначив тимчасового адміністратора банку і буде домагатися його ліквідації. Фонд страхування вкладів країни, який також контролюється центральним банком, буде виплачувати роздрібні депозити банку в межах його страхових лімітів, йдеться в повідомленні.